# Jules Cuenot
Jules Cuenot (* 12. August 1994) ist ein ehemaliger Schweizer Biathlet und Skilangläufer.
Jules Cuenot startete für den SC La Brévine. Er bestritt seine ersten internationalen Skilanglaufrennen ab 2009 vor allem bei Junioren- und FIS-Rennen und platzierte sich mehrfach gut, den Durchbruch schaffte er in der Sportart jedoch nicht.
Von 2012 bis 2014 startete Cuenot auch international im Biathlonsport. Hier debütierte er bei den Olympischen Jugend-Winterspielen 2012 in Innsbruck, wo er 18. des Sprint- wie auch des Verfolgungsrennens wurde. Es folgten die Biathlon-Juniorenweltmeisterschaften 2012 in Kontiolahti, wo ein 17. Rang im Einzel sein bestes Resultat war. Auch 2013 in Obertilliach war das Einzel mit Rang 10 sein bestes Ergebnis. Ein Jahr später war in Presque Isle ein 36. Platz im Sprint sein bestes Resultat. 2013 nahm Cuenot auch erstmals an Juniorenrennen der Biathlon-Europameisterschaften teil, wo er in den drei Einzelrennen die Ränge 25 bis 27 erreichte. 2014 wurde Platz 16 im Einzel von Nové Město na Moravě sein bestes Ergebnis.
Bei den Männern debütierte Cuenot 2014 in Ridnaun im IBU-Cup, wo er 98. eines Sprints wurde. Bei den Europameisterschaften 2014 wurde er an der Seite von Kevin Russi, Mario Dolder und Severin Dietrich in die Staffel der Schweizer Männer berufen und wurde mit dieser als Schlussläufer der überrundeten Staffel 13.
Sein älterer Bruder Gaspard Cuenot war ebenfalls Biathlet.